# 돼지코거북
돼지코거북(Carettochelys insculpta)은 거북목 돼지코거북과(Carettochelyidae)에 속하는 파충류의 일종이다. 유일속 돼지코거북속(Carettochelys)의 유일종이다. 오스트레일리아 북부와 뉴기니섬 남부 지역에서 발견된다.

## 특징

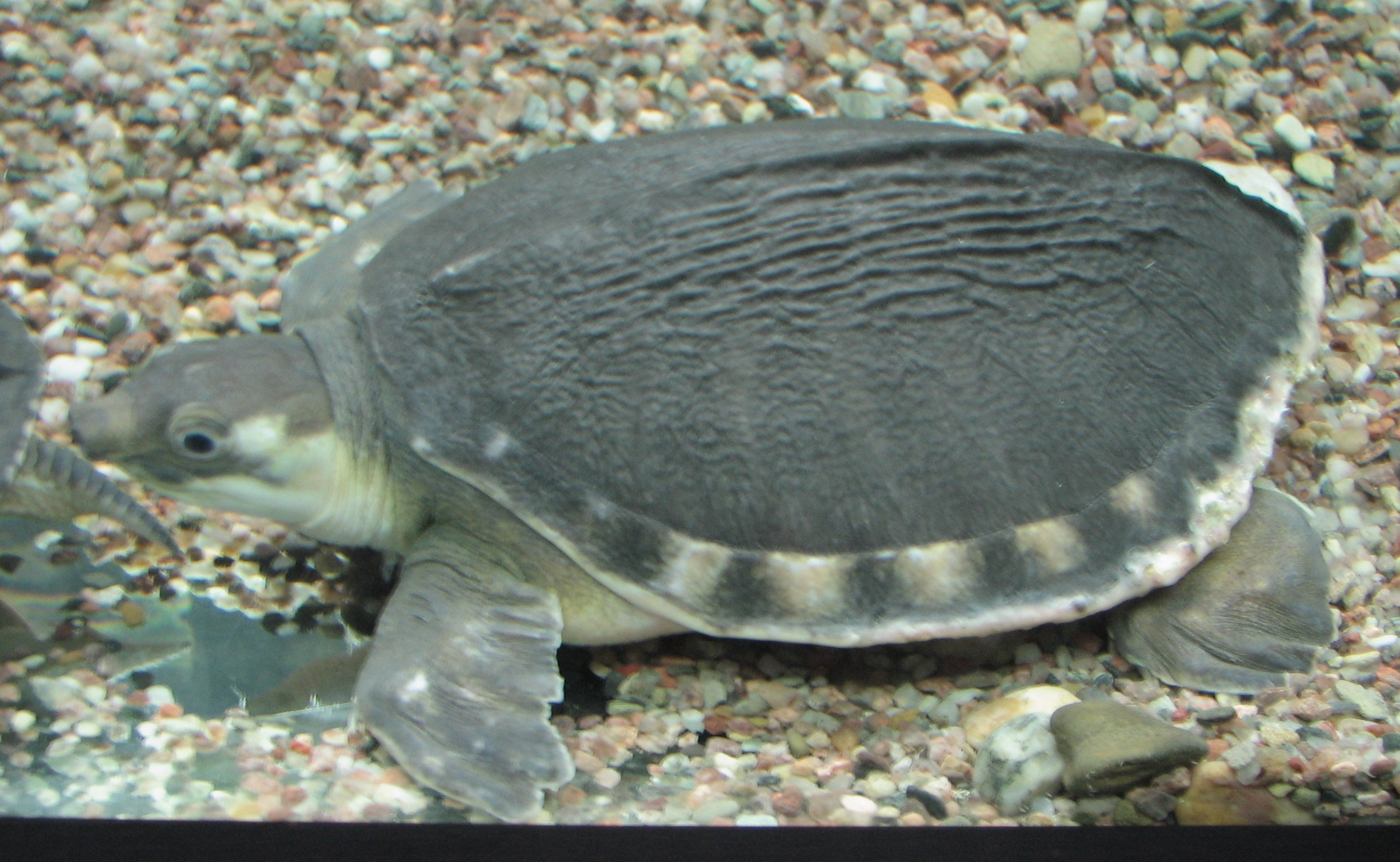
돼지코거북

돼지코거북은 민물거북의 다른 품종과 다르다. 발은 바다거북의 발을 닮은 오리발이다. 등딱지 색깔은 일반적으로 회색 또는 올리브색이다. 수컷은 길고 좁은 꼬리로 암컷과 구별할 수 있다. 돼지코거북은 약 70cm의 몸길이 등갑기준 35cm까지 성장할 수 있고, 몸무게는 약 20kg 이상 성장할 수 있다.
수컷은 10년이상 성장해야 성숙할 수 있으며 암컷은 25년 성장해야 성숙할 수 있다.
임신한 암컷은 약 40~60일의 임신기간을 가지며 건기에 강둑의 모래사장에 한번에 20~30개의
알을 낳는다.